# マリア・フェリーチェ・ティバルティ

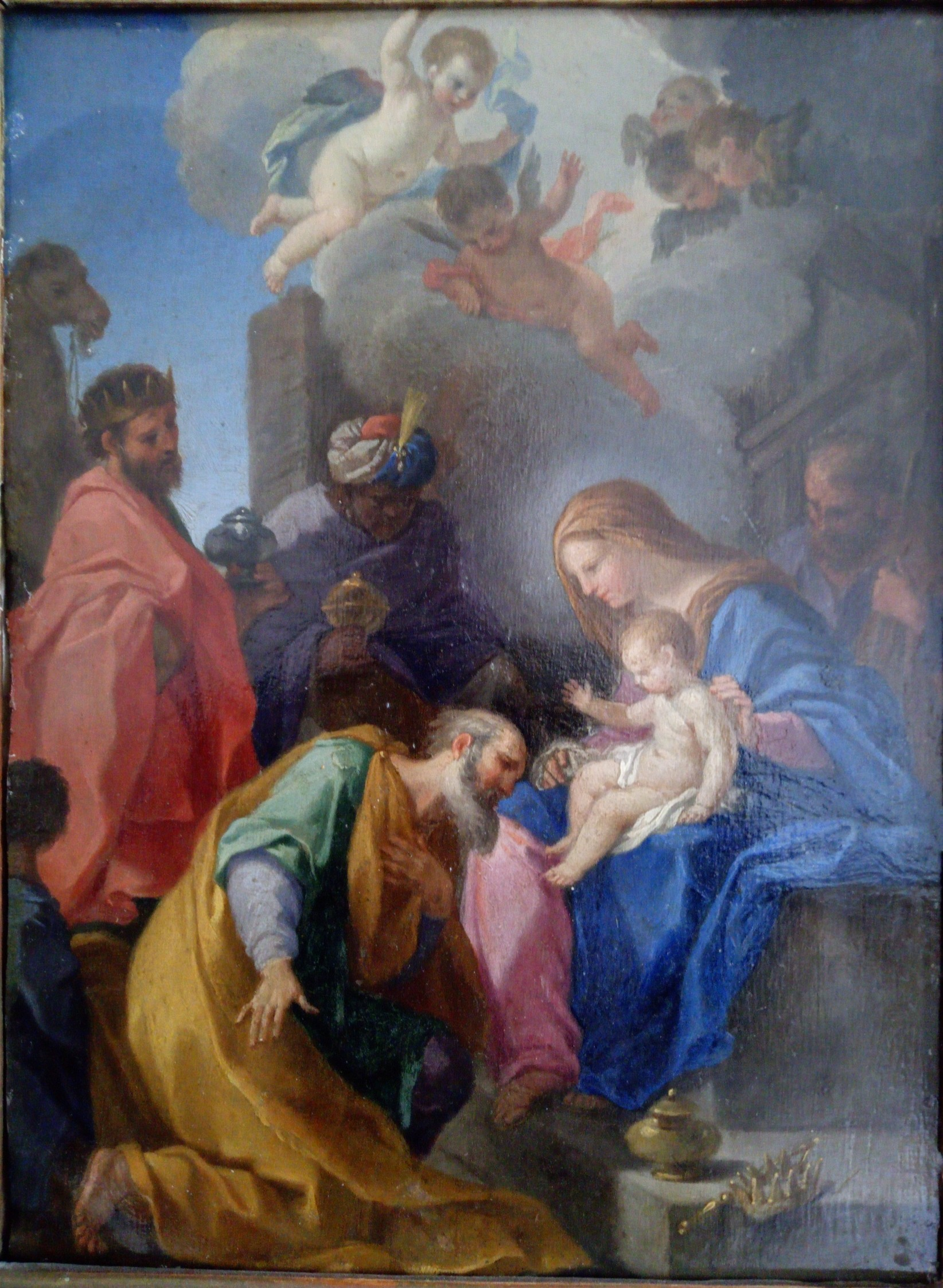
マリア・フェリーチェ・ティバルティ作『東方三博士の礼拝』(1740)、33㎝×25cmの小品

マリア・フェリーチェ・ティバルティ（Maria Felice Tibaldi、1707年11月19日 - 1770年2月3日）は、イタリアの画家である。フランス出身の画家ピエール・シュプレイラスの配偶者でミニアチュールなどを描いた。

## 略歴
ローマで作曲家でヴァイオリニストのジョヴァンニ・バッティスタ・ティバルディ（Giovanni Battista Tibaldi: 1660-1755）の娘に生まれた。1720年からローマの画家ジョヴァンニ・フェリス・ラメリ（Giovanni Felice Ramelli: 1666–1740）のもとで絵を学んだ
。
初め油彩で肖像画や歴史的な題材の作品を描き、後に、ミニチュアールや巨匠の作品の模写、パステル画も描いた。
1734年に、妹のイザベラ（Isabella Antoinette Eléonore Tibaldi: 1712-1773）がフランスの画家ピエール・シャルル・トレモリエール（Pierre Charles Trémolières: 1703-1739）と結婚し、トレモリエールを通じてフランス出身の画家ピエール・シュプレイラス（1699-1749）と知り合い、1739年に結婚した。結婚の機会に、シュプレイラスはティバルティの肖像画を描いた。ローマで息子、ルイジ・スブレイラス（Luigi Subleyras: 1743-1814）生まれ、息子は詩人となり『Nella venuta in Roma di madama Le Comte e dei Signori Watelet, e Copette rinomatissimi letterati francesi』(1764)という作品の著者となった。1805年に亡くなった娘もいた。
夫が会員となった翌年の1742年にローマのアカデミア・ディ・サン・ルカの入会が許された。ローマの芸術家の団体（Accademia dell'Arcadia:1690年設立）の会員になり、この会では雅名で活動する習慣から「Asteria Aretusa」として活動した。
1748年にマグダラのマリアを描いた作品を教皇ベネディクト14世に献じ、教皇から褒賞金を受けた。この作品は1905年にイギリスで出版されたウォルター・ショー・スパローの女性画家に関する著書「Women Painters of the World」に収録された。
夫がローマで亡くなった後、1755年から母親と姉妹や、子供たちと暮らし、妹のテレサに絵を教えた。妹はミニアチュール画家になったが作品は伝わっていない。
マリア・フェリーチェ・ティバルティは1770年にローマで亡くなった。